# بوفيدا
بلدية بوفيدا (بالإسبانية: Poveda) هي بلدية تقع في مقاطعة آبلة التابعة لمنطقة قشتالة وليون وسط إسبانيا.

## الديموغرافيا
بلغ عدد سكان بلدية بوفيدا 61 نسمة عام 2011 (وفقاً للمعهد الوطني للإحصاء الإسباني).
| 95 | 87 | 83 | 80 | 74 | 70 | 61 |